# Зоар, Ури
Ури Зоар (ивр. אורי זוהר‎, фамилия при рождении Дзядек, ז'אדק‎; 4 ноября 1935, Тель-Авив, Подмандатная Палестина — 2 июня 2022, Иерусалим) — израильский стендапист, киноактёр, кинорежиссёр и сценарист. Зоар, снявший ряд популярных кинолент Израиля 1960-х и 1970-х годов, в дальнейшем обратился к иудаизму, став раввином и одним из основателей ультраортодоксального поселения Маале-Амос. В 1976 году Зоар отклонил присвоение ему Премии Израиля в области кинематографа.

## Биография
Ури Дзядек родился в 1935 году в Тель-Авиве в семье иммигрантов из Польши, прибывших в подмандатную Палестину двумя годами ранее. Посещал драматический кружок, но не проявлял особой заинтересованности в карьере актёра. В начале службы в армии ударил офицера и попал в военную тюрьму, где его импровизации в камере случайно увидел командир ансамбля НАХАЛЬ. После освобождения Ури перевели в ансамбль НАХАЛЬ для несения дальнейшей службы. В ансамбле НАХАЛЬ Зоар познакомился и подружился с Ариком Айнштейном, с которым в дальнейшей своей творческой карьере тесно сотрудничал.
По окончании военной службы Зоар стал одним из основателей сатирического кабаре «Бацаль Ярок» (с ивр. — «Зелёный лук»), открывшегося в Тель-Авиве и пользовавшегося в начале 1960-х годов широкой популярностью. Его попытка в эти годы поступить в университет на философский факультет не увенчалась успехом. С конца 1950-х годов он снимался в израильском кино — вначале в серьёзных патриотических картинах («Огненный столп», 1959, «Горящий песок» и «Исход», 1960). 1961 год ознаменовал его первый опыт в качестве сценариста и кинорежиссёра, когда Зоар снял 20-минутный чёрно-белый фильм «Кукольный театр». В 1962 году с двумя соавторами Зоар спродюсировал и поставил документальный фильм «Эц о Палестайн» (ивр. עץ או פלסטין‎ — «Дерево или Палестина», в зарубежном прокате «Подлинная история Палестины»). Фильм, смонтированный из документальных новостных роликов Натана Аксельрода, освещал ключевые вехи на пути к созданию Государства Израиль, но сопровождался ироничными закадровыми комментариями Хаима Тополя.

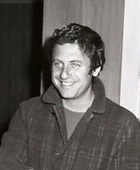
Ури Зоар в 1973 году

В дальнейшем Зоар как режиссёр и сценарист испытал влияние итальянских кинокомедий («Наш квартал», 1968) и французской новой волны («Три дня и ребёнок», 1967) и часто выступал в своих лентах как против традиционной государственной идеологии, так и против израильского истеблишмента (типичными примерами являются «Дыра в Луне», 1965, пародирующая идеологические установки в израильском искусстве, и «Каждый ублюдок король», 1968, с иронией показывающий патриотическую эйфорию, овладевшую Израилем после победы в Шестидневной войне). Его фильмы, часто снимавшиеся с очень небольшим бюджетом и зачастую на узком кадре с целью сэкономить средства, с успехом шли в кинотеатрах, а самый дорогой из них — «Каждый ублюдок король» — в Израиле посетили 650 тысяч зрителей. Культовый статус у израильских зрителей приобрела его «тель-авивская трилогия» («Вуайеристы», 1972; «Большие глаза», 1974; «Спасите спасателя», 1977) с её вульгарными, инфантильными, неверными героями и атмосферой средиземноморской богемности. В ряде своих картин сам Зоар играет центральные роли, в других его лентах снимались популярное эстрадное трио «Ха-гашаш ха-хивер», Арик Айнштейн и Шалом Ханох. На телевидении Зоар снял несколько серий популярного сатирико-музыкального шоу «Луль» (с ивр. — «Курятник»), также ставшего очень популярным у публики.
В начале 1960-х годов Зоар женился на Илане Рубиной, но через два года этот брак распался. В 1976 году было принято решение о награждении Ури Зоара Премией Израиля в области кинематографа, однако он отказался от этой награды. В 1977 году Зоар, к этому времени обратившийся к иудаизму, прервал свою творческую карьеру. Он начал учёбу в иешивах «Ор хаим» и «Адерет Элияху», где его духовным наставником был раввин Ицхак Зильберман. Он также стал одним из основателей ультраортодоксального поселения Маале-Амос. Ультраортодоксальный истеблишмент, зная о популярности Зоара в светских кругах, использовал его для популяризации религиозного образа жизни в Израиле. По просьбе раввина Шаха Зоар присоединился к организации литваков «Лев ле-Ахим», занимающейся пропагандой иудаизма и развитием сети религиозных школ. В конце 1990-х годов он начал вести передачи, пропагандирующие религию, на пиратских радиостанциях. В это время он сблизился с лидером партии ШАС Арье Дери и в дальнейшем, когда тот был приговорён к тюремному сроку по обвинению в мошенничестве и взятках, стал одним из лидеров кампании за его освобождение.
От второго брака, с Элей Шустер, у Ури Зоара семеро детей; все они вслед за отцом обратились к ортодоксальному иудаизму. Скончался 2 июня 2022 года. Похоронен на кладбище Хар ха-Менухот в Иерусалиме.